# مقداد بن اسود
ابوسعید مقداد بن عمرو بن ثعلبه بن مالک بن ربیعه بن عامر بن مطرود البهرائی الکندی (زادهٔ ۵۸۵پ. م) که سپس او را مقداد بن اسود هم خواندند، از صحابه محمد پیامبر اسلام بود. او با محمّد از مکّه به مدینه هجرت کرد و در غزوات در سپاه اسلام می‌جنگید.
در روایت اسلامی اینطور آمده که او در یکی از جنگ‌های دوران قبل از اسلام پای مردی از قبیله کنده را مجروح ساخت و به مکه گریخت. الاسود بن عبد یغوث الزُهری وی را به پسرخواندگی پذیرفت و او حلیف (هم‌پیمان) قبیلهٔ بنو زهره شد. او ازجمله هفت نفر نخستی است که با میل خود اسلام آورد. وی به همراه دیگر مسلمانان به حبشه هجرت کرد. در همهٔ غزوات شرکت داشت و گاه از تیراندازان بود. در غزوهٔ بدر از معدود سواره‌ها، در احد به همراه حمزه بن عبدالمطلب از فرماندهان و در غزوه غابه فرمانده سوارکاران بود. پس از مرگ وی را به مدینه بردند.
با مرگ محمّد، مقداد پسر اسود، به پیروی از علی بن ابی طالب از بیعت با ابوبکر سرباز زد امّا پس از بیعت کردن علی با ابوبکر، او نیز بیعت نمود. او در نزد شیعیان و اهل سنت از احترام برخوردار است. مقداد، در میان اهل سنت با لقب «حارس رسول‌الله» به معنی نگهبان فرستاده خدا، مشهور است. مقداد در سال ۳۳ هجری در سن هفتاد سالگی در جزف نزدیک مدینه درگذشت و در مدینه دفن شد.
مقداد از مردم حضرموت بود. محمد دختر عموی خود (ضباعه) دختر زبیر بن عبدالمطلب را به ازدواج او درآورد. مقداد پسری داشت به نام معبد که در جنگ جمل در سپاه عایشه بود و کشته شد. از دیدگاه فرقه مخمسه، او یکی از پنج تن آل عبا و دارای شخصیتی والاست.